# Gmina Ząbkowice Śląskie
Die Gmina Ząbkowice Śląskie (zɔ̃pkɔˈvʲit͡sɛ ˈɕlɔ̃skʲɛ) ist eine Stadt-und-Land-Gemeinde im Powiat Ząbkowicki der Woiwodschaft Niederschlesien in Polen mit etwa 21.400 Einwohnern. Sitz von Powiat und Gemeinde ist die gleichnamige Stadt (deutsch Frankenstein, schlesisch Franksteen oder Frankensteen) mit etwa 14.700 Einwohnern.

## Geographie

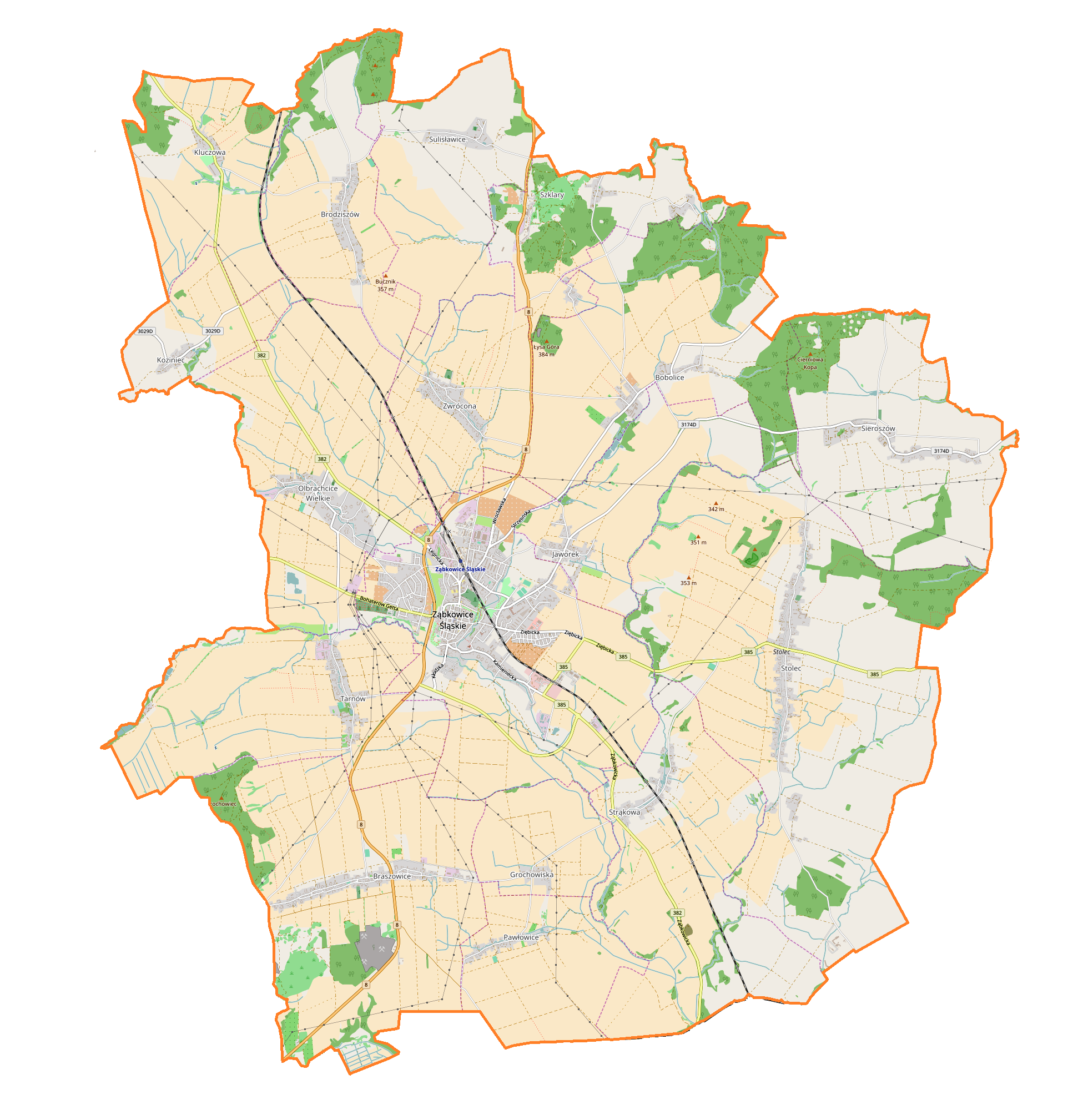
Karte der Gemeinde

Die Gemeinde liegt im Südosten von Niederschlesien, etwa 60 Kilometer südwestlich von der Woiwodschaftshauptstadt Breslau entfernt. Zu den Gewässern gehört die Budzówka (Pausebach), ein linker Zufluss der Glatzer Neiße (polnisch Nysa Kłodzka).

## Verwaltungsgeschichte
Die Landgemeinde wurde 1954 in Gromadas aufgelöst und 1973 wieder gebildet. Von 1975 bis 1998 wurde der Powiat Ząbkowicki aufgelöst und die Gemeinde kam von der Woiwodschaft Breslau zur Woiwodschaft Wałbrzych. Stadt- und Landgemeinde wurden 1990/1991 zur Stadt-und-Land-Gemeinde zusammengelegt. Seit Januar 1999 gehört diese zur Woiwodschaft Niederschlesien mit Sitz in Breslau und wieder zum Powiat Ząbkowicki.

## Gliederung
Zur Stadt-und-Land-Gemeinde Ząbkowice Śląskie gehören neben der Stadt 17 Dörfer mit Schulzenämtern (sołectwa):
- Bobolice (Schräbsdorf)
- Braszowice (Baumgarten)
- Brodziszów (Dittmannsdorf)
- Grochowiska (Grochwitz)
- Jaworek (Heinersdorf)
- Kluczowa (Kleutsch)
- Koziniec (Löwenstein)
- Olbrachcice Wielkie (Groß Olbersdorf)
- Pawłowice (Paulwitz)
- Sadlno (Zadel)
- Sieroszów (Seitendorf)
- Stolec (Stolz)
- Strąkowa (Kunzendorf)
- Sulisławice (Zülzendorf)
- Szklary (Gläsendorf)
- Tarnów (Tarnau)
- Zwrócona (Protzan)

Die kleinen Ortschaften Rakowice und Siodłowice gehören zu Szklary, Szklary-Huta zu Sulisławice.

## Partnerschaften
Partnerschaften bestehen mit:
- Červený Kostelec, Tschechien
- Wiesloch, Deutschland
- Uchte, Deutschland

## Verkehr
Durch die Gemeinde führt die Landesstraße DK8, die Breslau mit Prag verbindet. Weitere Straßen sind die Woiwodschaftsstraßen DW382 und DW385.
Der Bahnhof des Hauptortes liegt an der Bahnstrecke von Katowice (Kattowitz) nach Legnica (Liegnitz).
Der nächste internationale Flughafen ist Breslau.